# Чёрный колосс
«Чёрный колосс» — один из рассказов о герое мира меча и магии Конане из Киммерии, написанных американским автором Робертом И. Говардом и опубликованный в 1933 году в выпуске журнала Weird Tales. Действие рассказа происходит в псевдоисторическую Хайборийскую Эру. За продажу рассказа Говард выручил 130 долларов. Рассказ послужил основой для написания части романа «Час дракона».

## Описание сюжета
Весь день колонны шли по травянистым лугам, которые пересекало множество рек, местность постепенно начала повышаться. Впереди войска лежал ряд низких гор, образовавших нерушимую стену с востока на запад. К ночи они разбили лагерь на северных склонах этих гор, к лагерю пришло множество крючконосых горцев со свирепыми глазами, которые расселись на корточках возле костров и стали повторять новости, пришедшие к ним из таинственной пустыни. В их рассказах встречалось имя Нэтока как ползучая змея. По его воле демоны из воздуха приносили гром, ветер и туман, демоны подземного мира подземного мира сотрясали землю ужасающим ревом. Он брал пламя прямо из воздуха, которое пожирало ворота укреплённых городов и сжигало закованных в броню воинов, оставляя куски обугленных костей. Полчища его воинов затопили пустыню своей численностью и ещё он располагал пятитысячным стигийским войском на боевых колесницах под командой восставшего принца Кутамуна.
Конан слушал невозмутимо. Война была его профессией. Его жизнь с самого рождения была продолжающимся сражением или серией битв.
Смерть была его постоянным спутником. Она гордо вышагивала за ним своим ужасным ходом, стояла за его плечом у игорных столов, её костлявые пальцы стучали по кубкам с вином. Когда он ложился спать, она маячила за ним ужасающей тенью с капюшоном. Он обращал не больше внимания на её присутствие чем король, помнящий о присутствии своего виночерпия. Придёт день, и её костлявая хватка сомкнётся, вот и всё. Достаточно, что сейчас он живой.   
Оригинальный текст (англ.)All day the columns marched, through grassy rolling meadowlands, cut by small rivers, the terrain gradually beginning to slope upward. Ahead of them lay a range of low hills, sweeping in an unbroken rampart from east to west. They camped that night on the northern slopes of those hills, and hook-nosed, fiery-eyed men of the hill tribes came in scores to squat about the fires and repeat news that had come up out of the mysterious desert. Through their tales ran the name of Natohk like a crawling serpent. At his bidding the demons of the air brought thunder and wind and fog, the fiends of the underworld shook the earth with awful roaring. He brought fire out of the air and consumed the gates of walled cities, and burnt armored men to bits of charred bone. His warriors covered the desert with their numbers, and he had five thousand Stygian troops in war-chariots under the rebel prince Kutamun.

Conan listened unperturbed. War was his trade. Life was a continual battle, or series of battles, since his birth. Death had been a constant companion. It stalked horrifically at his side; stood at his shoulder beside the gaming-tables; its bony fingers rattled the wine-cups. It loomed above him, a hooded and monstrous shadow, when he lay down to sleep. He minded its presence no more than a king minds the presence of his cupbearer. Some day its bony grasp would close; that was all. It was enough that he lived through the present.
— Роберт Говард: «Чёрный колосс»
Заморанский вор Шиватас проникает в гробницу великого мага Тугры Хотана. Однако маг не умер, а всего лишь заснул на три тысячи лет. Вырвавшись из гробницы, он убивает Шиватаса, собирает армию из племён пустыни и собирается захватить мир. На пути его полчищ лежит небольшое гиборийское королевство Хорайя, где правит королева Ясмела. По совету придворных она обращается к богу Митре, и тот советует ей обратиться за помощью к первому встречному. Этим первым встречным оказывается Конан. Ясмела доверяет ему управление армией. В последующем сражении армия Конана разбивает наголову армию колдуна; волшебник хватает Ясмелу и пускается с ней в бегство, но Конан настигает и убивает колдуна, после чего занимается любовью с Ясмелой.

## Дальнейшие публикации
Впервые рассказ был опубликован в журнале Weird Tales в июне 1933 года. Рассказ подвергшейся редакции Лиона Спрэг де Кампа был опубликован в сборнике Conan the Barbarian (Gnome Press, 1954). Затем рассказ был опубликован в сборниках Conan the Freebooter (Lancer Books, 1968; Sphere, 1974; Prestige, 1977; Ace Books, 1981) и The Conan Chronicles том 1 (Sphere, 1989).
В Италии рассказ был опубликован под названием L'Era di Conan (Oscar fantasy Gennaio, 1989).
Рассказ в своей первоначальной версии был опубликован в Black Colossus (Grant, 1979). Наиболее недавно рассказ был переопубликован в сборниках The Conan Chronicles Volume 1: The People of the Black Circle (Gollancz, 2000), Conan of Cimmeria: Volume One (1932-1933) (Del Rey Books, 2003), The Weird Writings of Robert E. Howard Volume 1 (Girasol Collectables, 2006), The Complete Chronicles of Conan (Gollancz, 2006), Valley of the Worm (Wildside Press, 2006) и Three Tales of Conan the Barbarian (Echo Library, 2007).

## Адаптации
Рой Томас и Нил Адамс выпустили комикс по мотивам рассказа вошедший в номер 2 журнала комиксов Savage Sword of Conan  компании B&W Marvel Comics.
Комикс The Savage Sword был переопубликован в цветной версии в издании Marvel Treasury Edition номер 15 в 1977.
В 2008 комикс Marvel был переопубликован в чёрно-белом варианте в Savage Sword of Conan издательством Dark Horse Comics.
В 2009 Тимоти Трумэн и Томас Джорелло опубликовали рассказ в журнале Conan the Cimmerian #8-13 издательства Dark Horse Comics.